# Nyírő Gyula (orvos)
Nyírő Gyula Géza (Dés, 1895. március 11. – Budapest, 1966. május 4.) orvos, elme-ideggyógyász, egyetemi tanár, az orvostudományok kandidátusa (1952).

## Élete
Szülei Nyirő Géza és Blaska Gizella voltak. A kolozsvári Református Kollégiumban érettségizett 1912-ben. 1917-ben a Kolozsvári Magyar Királyi Ferenc József Tudományegyetemen kapta meg orvosi diplomáját. 1920-ig ott dolgozott Lechner Károly oldalán, majd 1922-ig Budapesten a lipótmezei elmegyógyintézetben tevékenykedett mint alorvos, 1927-ig a szegedi elmeklinikán volt tanársegéd, valamint adjunktus. 1926-ban a szegedi egyetemen megszerezte egyetemi magántanári képesítését, 1931-ben pedig ugyanott címzetes rendkívüli tanárrá avatták. 1928-tól a lipótmezei elmegyógyintézet főorvosaként dolgozott, 1939-től az angyalföldi elmegyógyintézet igazgató főorvosa, 1951-től a Budapesti Orvostudományi Egyetemen pszichiátriát tanított. Legfontosabb kutatási területe a szkizofrénia volt, Medura Lászlóval közösen vett részt a cardiazol-, illetve elektrosokk-terápia klinikai kidolgozásában. Ezen felül leírta a szkizofrénia struktúra-elméletét. A híres emberek betegségeivel is foglalkozott és sikerült bizonyítania, hogy Semmelweis Ignác idegrendszeri tünetei a szepszis által okozott toxinfelszívódásnak voltak a következményei. (A 2000-ben, korszerűbb eljárással elvégzett vizsgálat viszont mégis az 1965-ös dementia luetica hipotézist igazolta.) Felesége Bartha Mária volt, akivel 1919-ben házasodott össze Aranyosgyéresen.

## Emlékezete
Nevét viseli Budapest XIII. kerületében a Nyírő Gyula Kórház.

## Fontosabb művei
- Elmekórtan (Szabó Józseffel, Szeged, 1926)
- Psychoanalisis (Budapest, 1931)
- Semmelweis betegsége (Haranghy Lászlóval, Regöly-Mérei Gyulával és Hüttl Tivadarral, Budapest, 1965)
- Psychiatria, Medicina Könyvkiadó, 1967